# 波洛韋
50°18′33″N 24°34′41″E / 50.30917°N 24.57806°E

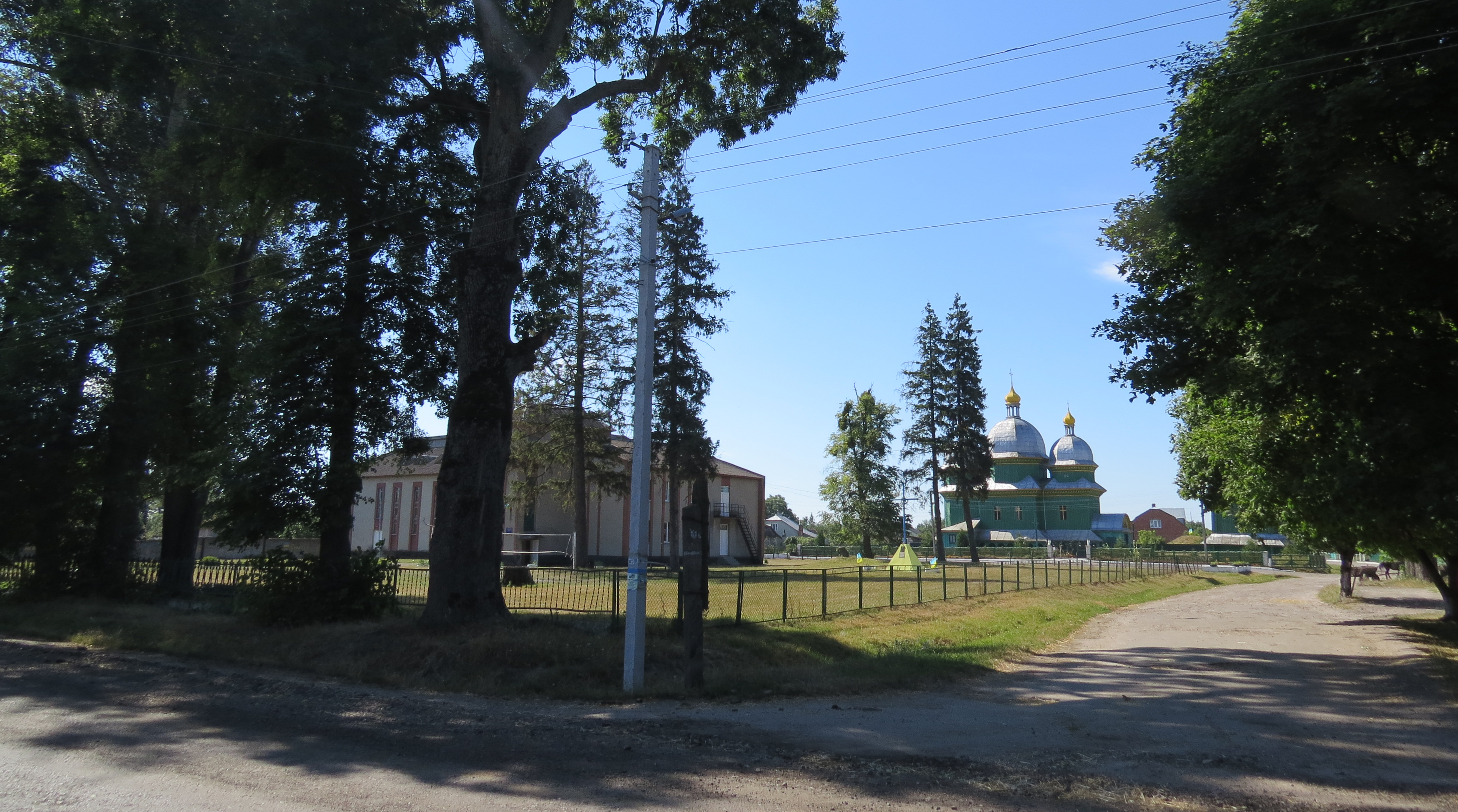

波洛韋（烏克蘭語：Полове），是烏克蘭西部的村莊，隸屬利維夫州的舍普季茨基區。該村面積2.05平方公里，海拔高度216米，人口500，人口密度每平方公里288.64人。